# Photographie mobile
 (mai 2023).
Motif : La technologie évoluant rapidement, les pratiques peuvent ne plus être à jour
La photographie mobile est une pratique et un courant artistique consistant à n'utiliser que des smartphones pour faire des prises de vue à l'exclusion d'appareils de vue traditionnels.
Cette pratique a émergé au début des années 2010. Le premier festival de la photographie mobile a eu lieu à Paris en 2012. Les Rencontres d'Arles l'ont consacrée en 2014.
Elle est particulièrement bien adaptée à la photographie de rue.
Le photographe franco-chinois Nian Zeng a réalisé une série de portraits tirés en grand format, 1 × 2 m, sur Epson Pro 9890, avec ce procédé.
Apple en a fait une de ses priorités stratégiques avec des iPhone prenant cette pratique de plus en plus en compte et en axant sa publicité sur les performances de son iPhone 6/6s dans ce domaine avec une affiche géante.

## Les différents courants de la photographie mobile
Nadine Bénichou, cofondatrice du Mobile Camera Club, a proposé une classification des cinq différentes photographies mobiles :
1. Streetphotographie et « instant décisif » : la formule d’Henri Cartier-Bresson étant plus à même de définir ce courant majoritaire sur Instagram. Les streetphotographes sont inspirés des « grands maîtres » de la photographie, éditent souvent en noir et blanc et avec des retouches limitées.
2. Naturalistes : les amateurs des "landscapes" se reconnaîtront dans cette catégorie, parfois assez amatrice de HDR et de retouches via les applications.
3. Graphistes : les univers visuels de ces artistes tournent autour de formes géométriques colorées et épurées, parfois du noir et blanc. L’architecture joue un rôle-moteur au sein de cette approche.
4. « Pictorialistes »  et expérimentaux : une démarche plus expérimentale, dans une recherche de la forme et du sens, des jeux d’ombres et de lumières. Les retouches et collages sont beaucoup plus marquées que pour d’autres courants.
5. Portraitistes façon Cindy Sherman : l’autoportrait, la mise en scène de soi, l’univers et le statut de l’homme et de la femme sont les piliers de ce courant.

Notons l'absence quasi-totale d'une catégorie portrait.

## La photographie informatique
Étant donné les capacités limitées des petits capteurs des smartphones, l'image est retouchée automatiquement afin d'en améliorer la qualité et la beauté. Cette pratique s'appelle la photographie informatique (en anglais "computational photography", littéralement "photographie computationnelle" ). Une série de modifications est appliquée, comme :
- le "HDR" permettant une gamme dynamique plus élevée ;
- la superposition de plusieurs images (aussi appelé "mode nuit" ) afin d'en réduire le bruit numérique ;
- le lissage de l'image, permettant d'en réduire le bruit numérique au détriment de détails fins ;
- le flou d'arrière plan artificiel (aussi appelé "mode portrait" ) simulant une profondeur de champ réduite ;
- la balance des blancs automatique ;
- des corrections de la netteté, de la saturation et du contraste de l'image.

## Les smartphones destinés à la photographie mobile
Les principaux fabricants développent des smartphones avec des capteurs de plus en plus performants, atteignant 40 mégapixels.
Parmi les smartphones plus particulièrement destinés à la photographie mobile en juin 2018, peuvent être cités l'iPhone X d'Apple, le Google Pixel 2, le Huawei P20 Pro, le Samsung Galaxy S9 Plus, le HTC U12+, etc.

### Les applications photos pour smartphone
On trouve un très grand nombre d'applications, gratuites ou payantes, iOS ou Androïd, permettant de faire de meilleures photographies mobiles :
- Avant la prise de vue : repérage, météo, planification, simulation, soleil et lune, éclairage, planification, etc.
- Pendant la prise de vue : sur la route, éclairage studio, accessoire lumière, calculette multifonctions, pose longue, profondeur de champ, posemètre, portrait, sténopé profondeur de champ, etc.
- Après la prise de vue et au labo : développement, signature et gestion des autorisations.

## Les photographes
Parmi les photographes tenant de cette école, citons Greg Schmigel, Stephen Shore, etc.